# Emil Trojan
Emil Trojan (26. května 1947 Pastviny – 27. května 2012 Těchonín) byl český autor vojensko-historické a technické literatury a propagátor československého opevnění.

## Život
Emil Trojan se narodil 26. května 1947 v Pastvinách rodičům pracujícím v místním koloniálu. Základní školní docházku absolvoval v pastvinské dvoutřídce a následně v Klášterci nad Orlicí. V první polovině šedesátých let navštěvoval Odborné učiliště v Pardubicích, kde do roku 1972 pracoval jako provozní chemik ve Východočeských chemických závodech v Semtíně v provozech na výrobu výbušnin. Po přestěhování do Těchonína začal pracovat ve Vojenském výzkumném a doškolovacím ústavu JEP Hradec Králové – pobočka Těchonín. Zde po dobu dvaceti let zastával funkci vedoucího technika sekce výzkumu infekčních toxických aerosolů. Poté působil jako chemický laborant a ekonomem Vojenské ubytovací a stavební správy Pardubice v Provozním středisku v Těchoníně. Zajímal se o turistiku, cestování a novodobou vojenskou historii (1933–1947) se zaměřením na československé pohraniční opevnění budované v letech 1936–1938, vlastnil rozsáhlý archiv historických fotografií. Byl jedním z tvůrců první naučné stezky na toto téma nazvané Betonová hranice a předané do užívání turistům v roce 1988. Stezka v nezměněné podobě sloužila do roku 2012, kdy došlo k její modernizaci a částečnému přetrasování. Spolupracoval též na zprovozňování a rekonstrukčních pracích na muzeu opevnění dělostřelecká tvrz Bouda. Byl ženatý a otec čtyř dětí. Zemřel náhle 27. května 2012.

## Publikační činnost
Emil Trojan byl autorem nebo spoluautorem vojensko-historické a technické literatury:
- Betonová hranice I - IV (1994-2005)
- Pastviny – historie a současnost (1998)
- Tak přísahali… I a II. (o partyzánském odboji a poválečných událostech v Orlických horách, 2001-2010)
- Přehrada Pastviny s podtitulem Výkup pozemků a budov, stavba viaduktu, přehradní hráze a nových komunikací v letech 1932 – 1938 (2011)